# Jämsä

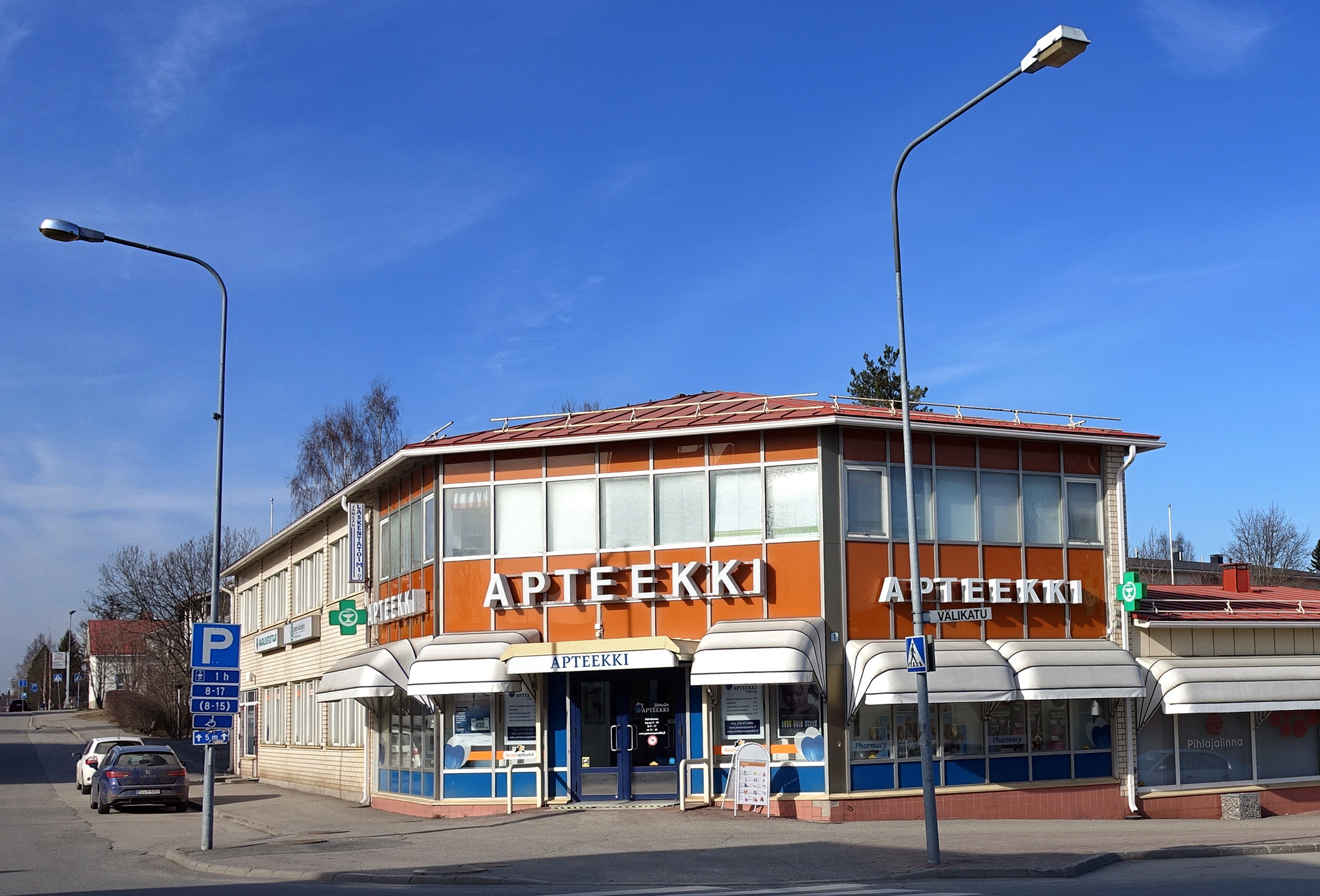
Jämsä

Jämsä là một thị xã và đô thị của Phần Lan.
Vị trí ở tỉnh Tây Phần Lan trong vùng Trung Phần Lan. Đô thị này có dân số 15.306 người (năm 2003) và diện tích 1.186,23 km² trong đó có 182,25 km² là diện tích mặt nước. Mật độ dân số là 12,9 người trên mỗi km².
Dân đô thị này chỉ sử dụng tiếng Phần Lan
Đây là trung tâm ngành công nghiệp hàng không Phần Lan với nhà máy và văn phòng của Patria và trung tâm bay thử nghiệm của không quân Phần Lan.